# Jerry Jeudy
Jerry Jeudy (Deerfield Beach, Florida, 24 de abril de 1999) es un jugador profesional estadounidense de fútbol americano que se desempeña en la posición de wide receiver en Cleveland Browns, equipo de la National Football League (NFL).

## Carrera
Fue seleccionado en la primera ronda en la Reunión Anual de Selección de Jugadores de la NFL de 2020. Hizo su debut profesional con el equipo Denver Broncos, donde jugó cuatro temporadas. En marzo de 2024, Jerry Judy pasó a Cleveland Browns a cambio de jugadores de la 5.º y 6.º ronda del Draft 2024.